# Herschel Savage
Herschel Savage (ur. 25 listopada 1952 w Nowym Jorku, zm. 8 października 2023 w Los Angeles) – amerykański aktor, reżyser i producent filmowy, występujący w filmach pornograficznych, także komik.
W 2002 magazyn „Adult Video News” umieścił go na 46. miejscu na swojej liście 50. najlepszych gwiazd porno wszech czasów. W 1988 został wprowadzony do galerii sław Hall of Fame XRCO Award.

## Wczesne lata
Urodził się w Brooklynie, w stanie Nowy Jork jako syn rosyjskich Żydów. Jego matka walczyła z zaburzeniami obsesyjno-kompulsywnymi. Dorastając uczęszczał do synagogi konserwatywnej. Savage zobaczył pierwszy film dla dorosłych Zły nawyk zakonnicy (The Nun’s Bad Habit) w kinie na Times Square. Jako nastolatek przeszedł na buddyzm. W wieku 18 lat wstąpił do wojska i był częścią elitarnej siły. Pewnego razu podczas nalotu oddał strzał, ratując życie innym członkom zespołu i trafił do szpitala. Dzięki swojej odwadze otrzymał Purpurowe Serce.
Początkowo chciał zostać aktorem teatralnym. Studiował aktorstwo w nowojorskim Actors Studio u Uty Hagen i Stelli Adler, występując jednocześnie na Broadwayu. Chciał zaistnieć jako aktor ekranowy, jednak był zawiedziony i rozczarowany stałymi przesłuchaniami, konkurencją i ciągłym zdobywaniem ról. Pracował również w firmie do ćwiczeń.

## Kariera w branży porno
W 1974 rozpoczął swoją karierę jako statysta. W 1976 jego dziewczyna była przyjaciółką producenta filmowego dla dorosłych Roberta Kermana, znanego również jako R. Bolla, który wprowadził Herschela Savage’a do branży porno. Pseudonim Savage wymyślił jego przyjaciel Jamie Gillis.
Stał się jedną z największych gwiazd „złotej ery filmów porno”. W tamtym czasie dostawał tylko 150 dolarów dziennie za występ w filmie Debbie Does Dallas (1978). Wziął udział m.in. w takich produkcjach jak sci-fi The Satisfiers of Alpha Blue (1981) Gerarda Damiano, ironicznym Kryzys stron (Orifice Party, 1985) i Senne pytanie (Dream Quest, 2000) z Jenną Jameson, Hustler This Ain’t Community XXX (2012) z Daną DeArmond i Alexis Texas. Powrócił do branży porno w roku 1997.
Wystąpił w scenach sadomasochistycznych i uległości w realizacjach Kink.com – Moja uległa żona (My Submissive Wife, 2006) z Katriną Isis i Markiem Davisem oraz Opiekunka zostaje szczelnie wypchana (The Sitter Gets Stuffed Air-tight, 2011) z Morettą, Johnem Strongiem i Steve’em Holmesem. Za rolę Nazirejczyka Samsona w produkcji Delilah (2007) z Jessicą Drake był nominowany do AVN Award dla najlepszego aktora. Brał udział w parodiach porno takich jak Not M*A*S*H XXX (2010) jako pułkownik Blake, Absolwent – The Graduate XXX: A Paul Thomas Parody (2011) jako pan Robinson czy Dallas – Dallas XXX: A Parody (2012) jako Jock Ewing.
W 2014, mając 62 lata, Herschel opuścił karierę w przemyśle porno.

## Obecność w kulturze masowej

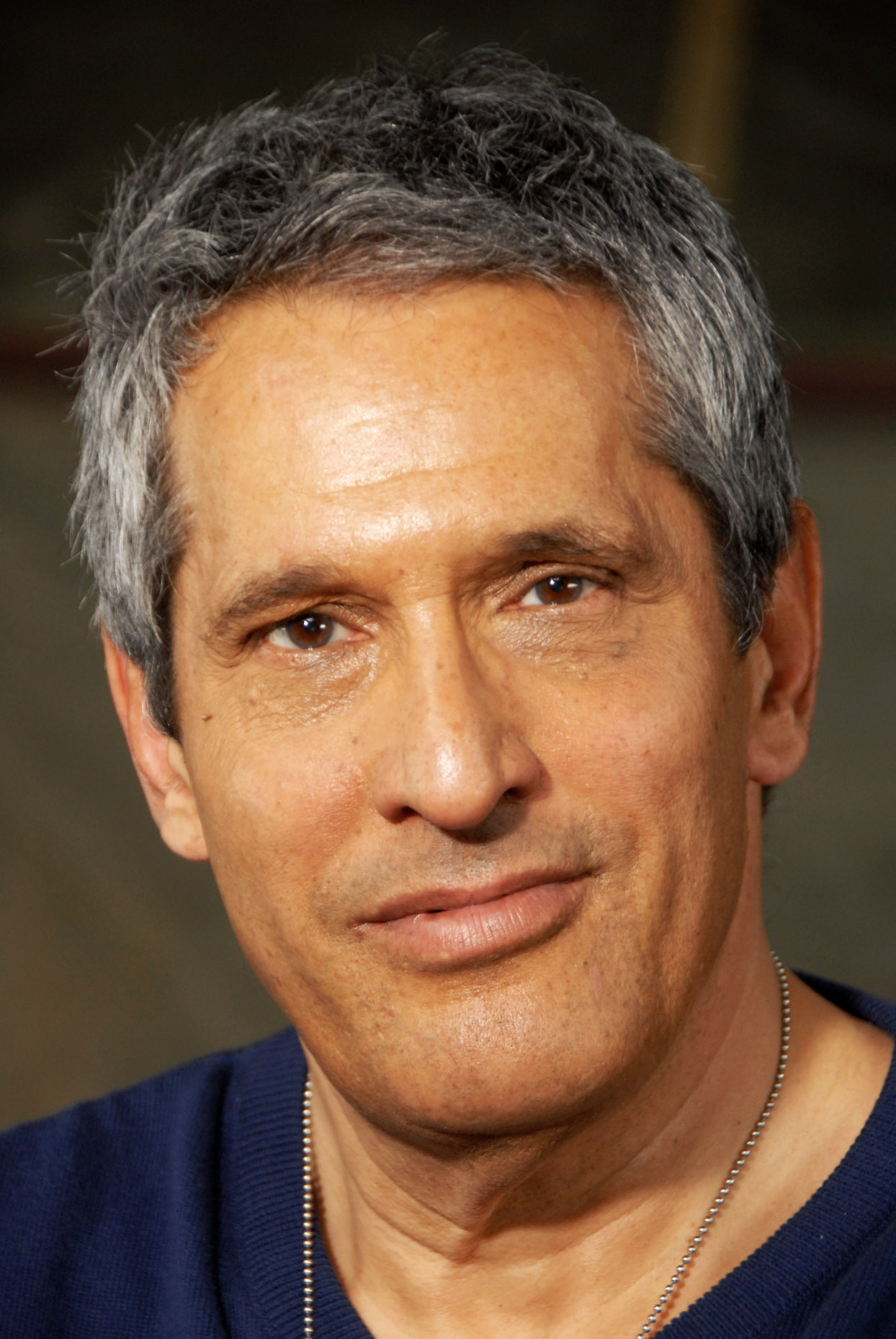
Savage w Los Angeles (kwiecień 2010)

Zadebiutował na ekranie u boku Charlesa Grodina, Eddiego Alberta, Jeannie Berlin, Doris Roberts i Cybill Shepherd w komediodramacie Kid złamane serce (The Heartbreak Kid, 1972).
Pojawił się również w dreszczowcu Johna Frankenheimera Ostra rozgrywka (52 Pick-Up, 1986) u boku Ann-Margret, Kelly Preston, Roya Scheidera, Johna Glovera, Rona Jeremy’ego i Toma Byrona.
W 1988 pracował w sprzedaży i dystrybucji wideo, brał też udział w produkcjach teatralnych. Wystąpił w dokumentalnym filmie Gwiazdor porno: Legenda Rona Jeremy’ego (Porn Star: The Legend of Ron Jeremy, 2001) oraz ponad tysiącu produkcji, zdobył cztery nagrody AVN.
Savage próbował kariery jako komik stand-up, gościł w reality Rodzina Biznesu oraz w piątym sezonie sitcomie NBC Ja się zastrzelę (Just Shoot Me) – drugim odcinku The Proposal, a także Jesteś tam, Chelsea? (Are You There, Chelsea?, 2012) jako strażnik. W 2006 w teatrze Morgan Wixson w Santa Monica pod pseudonimem Max Cohen zagrał w sztuce Neila Simona Więzień Drugiej Alei (The Prisoner of Second Avenue), a w 2013 na West Coast w spektaklu The Deep Throat Sex Scandal.
W 2015 Savage miał niewielką rolę w musicalu Pretty Filthy o branży filmowej dla dorosłych. W 2016 wystąpił na scenie przy Venice Boulevard w Los Angeles w monodramie Porn Star: My Life In The Sex Industry, który z sukcesem sfinansował poprzez Kickstarter. Wziął udział w melodramacie A Pornstar Is Born (2011) i filmie dokumentalnym Netflixa After Porn Ends 3 (2018).

## Życie prywatne
W latach 1983–1995 był żonaty z Inés Ochoą, z którą miał syna (ur. 1989). 21 lipca 2001 zawarł związek małżeński z węgierską aktorką porno Wandą Curtis (właśc. Hajnalką Katalin Kovacs). 25 stycznia 2006 doszło do rozwodu.

### Problemy zdrowotne i śmierć
W 2006 Herschel przeżył udar mózgu, ale udało mu się całkowicie wyzdrowieć. W 2022 doznał zawału serca. Zmarł 8 października 2023 w swoim domu w Los Angeles w wieku 70 lat.

## Nagrody
| Rok  | Nagroda                              | Kategoria                            | Film                                                                                                   | Inni wykonawcy                                           |
| ---- | ------------------------------------ | ------------------------------------ | --- | -------------------------------------------------------- |
| 1988 | XRCO Award                           | XRCO Hall of Fame (Sala Sław)        | – | –                                                        |
| 1989 | AVN Award                            | Najlepsza scena seksu w filmie       | Amanda by Night 2 (1988)                                                                               | Nina Hartley                                             |
| 1997 | Legends of Erotica                   | Legenda erotyki                      | – | –                                                        |
| 2000 | AVN Award                            | Najbardziej skandaliczna scena seksu | Perverted Stories 22: Visual Vulgarity (1999) – nowela Diabeł jej to zrobił (The Devil Made Her Do It) | Mila i Dave Hardman                                      |
| 2000 | Nightmoves Adult Entertainment Award | Najlepszy aktor                      | – | –                                                        |
| 2002 | AVN Award                            | Najlepszy aktor drugoplanowy         | Richard w Taken (2005)                                                                                 | –                                                        |
| 2002 | AVN Award                            | Najlepsza scena seksu grupowego      | Succubus (2001)                                                                                        | Jewel Valmont, Bridgette Kerkove, Nikita Denise i Trevor |
| 2002 | AVN Award                            | Największa skandaliczna scena seksu  | Perverted Stories 31: Visual Vulgarity (2001) – nowela Pussy Face                                      | Kristen Kane i Rafe                                      |
| 2003 | Adam Film World Guide Award          | Najlepszy aktor drugoplanowy – wideo | Big Bottom Sadie (2002)                                                                                | –                                                        |
| 2006 | AVN Award                            | Najlepsza scena kopulacji            | DarkSide (2005)                                                                                        | Penny Flame                                              |
| 2006 | XRCO Award                           | Najlepsza ekranowa para              | DarkSide (2005)                                                                                        | Penny Flame                                              |
| 2013 | Dirty Dozen of                       | Powrót roku (dobry)                  | – | –                                                        |